# Mindener Museum
Das Mindener Museum wurde 1922 in der ostwestfälischen Stadt Minden eröffnet. Das Museum beherbergt umfangreiche Sammlungen zur Geschichte, zur Landes- und zur Volkskunde des ehemaligen Stifts Minden und des heutigen Kreis Minden-Lübbecke. Nach einer umfänglichen Rekonstruktion der Gebäude wurde es im Oktober 2012 zum 100-jährigen Bestehen wiedereröffnet und beherbergt jetzt neben einer Ausstellung zur 1200-jährigen Geschichte der Stadt Minden eine Fläche für Sonderausstellungen.

## Geschichte
Die Stadtverordnetenversammlung der Stadt Minden beschloss am 26. September 1912 die Gründung des Museums, um verschiedene Sammlungen zu vereinen. Das Museum ist in alten Kaufmannshäusern, der sogenannten Museumszeile, in der oberen Altstadt von Minden untergebracht. Zur Gründung des Museums wurde die ehemalige Buchhandlung Körber & Freytag in der Ritterstraße Nr. 23 umgebaut. Durch den Ersten Weltkrieg kam es zu Verzögerungen, so dass das Haus erst am ab dem 22. September 1922 öffentlich zugänglich war. In den Jahren 1953 bis 1959 wurden unter dem Museumsleiter Otto-Kurt Laag die beiden Nachbarhäuser Nr. 25 und 27 hinzugefügt. Damit ist das Mindener Museum in einer Häuserzeile beherbergt, der den Baustil der Weserrenaissance beispielhaft zeigt.
In diesen Häusern präsentiert das Mindener Museum seine Ausstellungen auf 1000 Quadratmetern.
Grundlage der gesammelten Exponate bilden die Reste des Mindener Kreismuseums, das 1909 auf Initiative des Landrates Franz Cornelsen (1906–1917) gegründet wurde und in das Mindener Museum überging.
Am 7. Oktober 2012 wurde das Museum nach einer Sanierung neu eröffnet.
Die Gebäude des Museums sind in die Denkmalliste der Stadt Minden eingetragen.
Das Museum wird unterstützt durch die Gesellschaft zur Förderung des Mindener Museums.

## Name des Museums
Früher firmierte das Museum unter dem Namen Mindener Museum für Geschichte Landes- und Volkskunde. Zur Neuaufstellung nach der Sanierung verzichtete man auf den Anhang und nennt sich ab sofort nur noch Mindener Museum.

## Leitung des Museums
- 1922–1951: Max Mathay
- 1951–1964: Otto-Kurt Laag
- 1964–1978: Friedrich Carl Bath
- 1978–1981: Heinz-Peter Mielke
- 1982–1996: Volker Rodekamp
- 1997–2009: Martin Beutelspacher
- seit 2010: Philipp Koch, stellvertretende Leiterin Marion Tüting

Quelle: Mindener Tageblatt